# Hrabia Monte Christo (film 1943)
Hrabia Monte Christo – francusko-włoski film kostiumowy z 1943 roku. Adaptacja powieści Aleksadra Dumasa o takim samym tytule.

## Obsada
- Pierre Richard-Willm - Edmond Dantès
- Michèle Alfa - Mercédès
- Aimé Clariond -  Monsieur de Villefort
- Marcel Herrand - Bertuccio
- Ermete Zacconi - L'abbé Faria
- Alexandre Rignault - Caderousse
- Henri Bosc - Fernand
- Jacques Baumer - Noirtier
- André Fouché - Benedetto
- René Bergeron - Le policier
- Marie-Hélène Dasté - Madame de Villefort
- Yves Deniaud - Pénélan
- Fred Pasquali - Joannès
- Joffre - Dantès père
- Paul Faivre - Brissard
- Georges Colin - Le juge d'instruction
- Line Noro - La Carconte
- Charles Granval - Monsieur Morel